# عبد العزيز مرزوقي
عبد العزيز مرزوقي نور الدين (30 أغسطس 1991) عداء إسباني-مغربي، شارك في سباق 3000 متر حواجز في أولمبياد 2012 و2016.

## سجل المنافسة
| التاريخ | البطولة                         | المكان          | المركز           | الحدث          | الوقت                                                                 |
| ------- | ------------------------------- | --------------- | ---------------- | -------------- | --------------------------------------------------------------------- |
| 2010    | بطولة العالم للشباب             | كندا            | الرابع           | 3000 متر موانع | 8:40.08                                                               |
| 2011    | البطولة الأوربية تحت 23 عاماً    | جمهورية التشيك  | الثاني           | 3000 متر موانع | بطولة أوروبا لألعاب القوى تحت 23 سنة 2011 – رجال 3000 متر حواجز خيول ‏ |
| 2012    | البطولة الأوربية                | فنلندا          | الرابع           | 3000 متر موانع | بطولة أوروبا لألعاب القوى 2012 – رجال 3000 متر حواجز خيول ‏            |
| 2012    | الألعاب الأولمبية               | المملكة المتحدة | الثاني عشر       | 3000 متر موانع | 8:58.20                                                               |
| 2013    | البطولة الأوربية تحت 23 عاماً    | فنلندا          | الاول            | 3000 متر موانع | بطولة أوروبا لألعاب القوى تحت 23 سنة 2013 – رجال 3000 متر حواجز خيول ‏ |
| 2016    | البطولة الأوربية ‏               | هولندا          | الرابع عشر       | 3000 متر موانع | 8:51.37                                                               |
| 2016    | الألعاب الأولمبية               | البرازيل        | الخامس عشر       | 3000 متر موانع | 9:03.40                                                               |
| 2022    | بطولة أوروبا لألعاب القوى 2022 ‏ | ألمانيا         | الثالث والأربعون | ماراثون        | 2:19:47                                                               |

## روابط خارجية
- عبد العزيز مرزوقي[وصلة مكسورة] في RFEA
- عبد العزيز مرزوقي على موقع الاتحاد الدولي لألعاب القوى (الإنجليزية)
- عبد العزيز مرزوقي على موقع الدوري الماسي (الإنجليزية)
- عبد العزيز مرزوقي على موقع أوليمبيديا (الإنجليزية)
- عبد العزيز مرزوقي على موقع اللجنة الأولمبية الإسبانية (الإسبانية)